# سرپرست جلوه‌های تصویری
در زمینه تولید فیلم و تلویزیون، یک ناظر جلوه‌های بصری وظیفه دستیابی به اهداف خلاقانه کارگردان یا تهیه‌کنندگان را با استفاده از جلوه‌های بصری بر عهده دارد.
با توجه به این که این یک نقش خلاقانه است، بیشتر ناظرین دارای سابقه فنی قوی بوده و قادر به اتخاذ تصمیم‌های آگاهانه در مورد موثرترین و مؤثرترین روش برای استفاده از این روش برای حل مسئله در دست می‌باشند. اغلب یک سرپرست با یک تهیه‌کننده جلوه‌های دیداری و با سرپرست گرافیک رایانه‌ای در کنار هم کار می‌کنند.
ناظران می‌توانند به‌طور مستقیم توسط یک شرکت تولید فیلم استخدام شوند یا برای یک شرکت جلوه‌های تصویری کار کنند. غالباً چندین سرپرست VFX در یک پروژه وجود دارند، اگرچه معمولاً یک سرپرست ارشد VFX وجود دارد که تلاش‌های آنها را هدایت می‌کند.
مسئولیت‌های ویژه تا حدودی بسته به ماهیت تولید متفاوت است، با این وجود بیشتر ناظران وظایف زیر را دارند:
- یک پروژه VFX را از نطفه تا تکمیل کنترل کنید
- مدیریت و هدایت کارکنان فنی، هنری و تولید
- دانش تکنیکهای گوناگون جلوه‌های بصری را با تأکید بر مجموعه‌های دوربین و دانش فیلم‌برداری با چشم برای ساخت و کار دوربین به دست می‌آورد.
- زمان و هزینه‌های مرتبط با پروژه را به‌طور دقیق پیش‌بینی می‌کنند
- در مورد پیش نهادات و مراحل مذاکره همکاری می‌کنند

انجمن جلوه‌های تصویری یک سازمان تجاری برجسته است که منافع متخصصان جلوه‌های دیداری را بر عهده دارد